# 8월 28일
8월 28일은 그레고리력으로 240번째(윤년일 경우 241번째) 날에 해당한다.

## 사건
- 1945년 - 호찌민, 베트남 공화국 임시정부 수립.
- 1946년 - 조선민주주의인민공화국, 북조선 공산당, 북조선 신민당과 통합해 북조선노동당 창립.
- 1952년 - 대한민국과 일본 간에 독도 분쟁 첫 발생.
- 1963년 - 워싱턴 대행진에서, 마틴 루터 킹이 연설을 하였다.
- 1973년 - 김영주 남북조절위원회 북측위원장, 남북대화 일방중단 성명 발표.
- 1980년 - 대한민국, 계엄사, 5월 17일 내렸던 전국 대학 휴교령을 107일만에 해제.
- 1982년 - 대한민국, 독립기념관건립준비위원회 발족해 범국민성금운동 벌이기로 결정.
- 1987년 - 필리핀에서 코라손 아키노 대통령에 대한 쿠데타가 발생, 55명이 사망하였다.
- 1989년 - 대한민국 재무부, 재벌의 비업무용 부동산 소유 강력히 억제하는 정책 발표.
- 1996년 - 영국 왕세자 찰스와 왕세자빈 다이애나 이혼.
- 2003년 - 대한민국과 조선민주주의인민공화국, 제6차 남북 경제협력추진위원회 합의문 발표
- 2008년 - SBS 외주작가 투신 자살 사건이 발생했다.
- 2012년
  - 아레나넷의 길드워 2가 정식 서비스에 돌입했다.
  - 제15호 태풍 볼라벤이 한반도의 서해안을 관통하여 대한민국과 조선민주주의인민공화국에 큰 피해를 주었다.
- 2013년 - 광주광역시 광산구 신촌동 신야촌 상공에서 비행훈련 중이던 공군 제1전투비행단 소속 T-50 골든이글 훈련기가 추락해 2명이 사망하였다.
- 2020년 - 아베 신조 일본 내각총리대신이 건강 악화로 사임하겠다고 발표하였다.

## 문화
- 1950년 - 대한민국 한국은행, 1차 화폐개혁(조선은행권 원:한국은행권 원 1:1) 단행.
- 1970년 - 대한민국의 김민기가 〈아침 이슬〉을 발표하다.
- 1990년 - 후안 안토니오 사마란치 국제올림픽위원회(IOC) 위원장, 제1회 서울평화상 수상자로 선정.
- 1991년 - 동아건설, 리비아 대수로 건설공사 1단계 준공식.
- 1999년 - 러시아 유인 우주정거장 미르 호, 13년 만에 공식 활동 종료.
- 2001년 - JTV MAGIC FM 개국(90.1MHz).
- 2004년 - 한나라당 의원 24명으로 구성된 극단 '여의도'가 연극 《환생경제》를 상연하다.
- 2008년 - 골드코스트 유나이티드와 노스퀸즐랜드 퓨어리가 2009-10 A리그 참가를 확정되었다.
- 2009년 - 노엘 갤러거가 오아시스를 탈퇴.

## 탄생
- 1360년 - 조선의 문신 맹사성. (~1438년)
- 1457년 - 조선의 제9대 왕 성종(成宗). (~1495년)
- 1555년 - 조선의 장군 이복남. (~1597년)
- 1582년 - 중국 명나라의 제14대 황제 태창제. (~1620년)
- 1725년 - 영국의 정치인 찰스 타운젠드. (~1767년)
- 1749년 - 독일의 작가, 철학자, 정치인 요한 볼프강 폰 괴테. (~1832년)
- 1861년 - 대한민국의 화가 안중식. (~1919년)
- 1880년 - 대한제국의 관료 이원흥. (~1950년)
- 1881년 - 일본제국의 군인 나카무라 고타로. (~1947년)
- 1894년 - 오스트리아의 지휘자 카를 뵘. (~1981년)
- 1891년 - 미국의 야구 선수 바이런 하우크. (~1969년)
- 1899년 - 대한민국의 정치인 장면. (~1966년)
- 1925년 - 미국의 배우, 가수 도널드 오코너. (~2003년)
- 1929년 - 조선민주주의인민공화국의 정치인 김기남. (~2024년)
- 1930년 - 미국의 영화배우 벤 가자라. (~2012년)
- 1933년 - 대한민국의 소설가 방영웅. (~2022년)
- 1937년 - 대한민국의 정치인 천용택. (~2024년)
- 1940년 - 미국의 배우 켄 젱킨스.
- 1942년 - 앙골라의 제2대 대통령, 정치인 조제 에두아르두 두스 산투스. (~2022년)
- 1943년 - 미국의 영화배우 데이비드 솔. (~2024년)
- 1947년 - 대한민국의 방송인 이상벽.
- 1949년 - 대한민국의 기업인 겸 정치인 주진우.
- 1951년 - 대한민국의 변호사, 정치인 하승완.
- 1954년 - 미국의 체스 선수 제러미 실먼. (~2023년)
- 1955년 - 대한민국의 가수 심수봉.
- 1956년 - 푸에르토리코의 배우 루이스 구스만.
- 1957년
  - 대한민국의 기업인 천병년. (~2025년)
  - 크로아티아의 제4대 대통령 이보 요시포비치.
- 1961년
  - 대한민국의 배우 오광록.
  - 미국의 배우 제니퍼 쿨리지.
- 1962년
  - 미국의 영화 감독 데이비드 핀처.
  - 대한민국의 배우 박준금.
- 1963년 - 대한민국의 전 야구 선수, 현 야구 감독 이정훈.
- 1964년 - 대한민국의 대학 교수, 정치인 권인숙.
- 1965년
  - 캐나다의 가수 샤니아 트웨인.
  - 일본의 만화가 다지리 사토시.
- 1966년
  - 대한민국의 배우 전노민.
  - 스페인의 축구 감독 훌렌 로페테기.
  - 일본의 가수 타카하시 요코.
- 1968년 - 대한민국의 성우 조진숙.
- 1969년
  - 미국의 가수, 배우, 희극인 잭 블랙. (티네이셔스 디)
  - 대한민국의 재즈 가수 나윤선.
  - 대한민국의 전 배구 선수, 배구 감독 하종화.
  - 미국의 기업인 셰릴 샌드버그.
- 1970년
  - 대한민국의 가수 겸 기업인 박윤경.
  - 대한민국의 성우 김수진.
  - 일본의 전 야구 선수 고야마 진.
- 1971년
  - 대한민국의 배우 이지은 (~2021년)
  - 미국의 수영 선수 재닛 에번스.
- 1972년 - 세르비아의 전 축구 선수 사샤 드라쿨리치.
- 1973년 - 일본의 삽화가 타케우치 타카시.
- 1974년 - 일본의 성우 미즈하시 카오리.
- 1975년
  - 대한민국의 아나운서 박주아.
  - 일본의 성우 고토 유코.
  - 캐나다의 방송인 제이드 레이먼드.
  - 영국 잉글랜드의 축구 선수 제이미 큐레턴.
- 1976년
  - 대한민국의 희극인 서남용.
  - 대한민국의 배우, 쇼핑호스트 박준희.
- 1977년
  - 미국의 야구 선수 톰 션.
  - 스웨덴의 전 축구 선수 다니엘 안데르손.
- 1979년
  - 대한민국의 바둑 기사 김강근.
  - 대한민국의 정치인 김태선.
  - 멕시코의 영화 감독 미셸 프랑코.
- 1980년 - 미국의 프로 야구 선수 라이언 매드슨.
- 1981년
  - 대한민국의 아나운서 구은영.
  - 스위스의 전 축구 선수 다니엘 기각스.
  - 쿠바의 야구 선수 유네스키 마야.
- 1982년
  - 이탈리아의 축구 선수 티아고 모타.
  - 미국의 가수 리앤 라임스.
- 1983년 - 이탈리아의 축구 선수 멜라니아 가비아디니.
- 1984년
  - 대한민국의 배우 소이현.
  - 일본의 축구 선수 구도 고헤이.
- 1985년 - 대한민국의 기상 캐스터 장주희.
- 1986년
  - 미국의 배우 아미 해머.
  - 영국의 가수 플로렌스 웰츠.
  - 대한민국의 축구 선수 전준형.
- 1987년 - 대한민국의 배우 박주희.
- 1988년
  - 대한민국의 야구 선수 김강률.
  - 잉글랜드의 축구 공격수 레이 존스. (~2007년)
- 1989년
  - 대한민국의 가수 조권 (2AM).
  - 대한민국의 가수 조현아 (어반자카파).
  - 스페인의 축구 선수 세사르 아스필리쿠에타.
- 1990년
  - 스페인의 축구 선수 보얀 크르키치 (FC 바르셀로나).
  - 대한민국의 레이싱 모델 한소울.
- 1991년
  - 대한민국의 가수 JUN H. (UNVS).
  - 대한민국의 가수 이진희.
  - 미국의 배우, 가수 카일 매시.
  - 일본의 축구 선수 안도 나오토.
- 1992년
  - 대한민국의 축구 선수 황의조.
  - 인도의 육상 선수 안누 라니.
- 1993년
  - 대한민국의 가수 강재수.
  - 대한민국의 가수 후이.
  - 일본의 성우, 가수 아마미야 소라.
  - 잉글랜드의 축구 선수 해리 케인.
- 1994년
  - 대한민국의 농구 선수 김한솔.
  - 튀니지의 테니스 선수 온스 자베르.
- 1995년
  - 대한민국의 야구 선수 박광열. (NC 다이노스).
  - 일본의 아이돌 사사키 유카리. (AKB48)
  - 대한민국의 유튜버 꾸몽 (팀샐러드).
- 1996년 - 대한민국의 가수, 배우 김세정.
- 1997년 - 대한민국의 야구 선수 황선도.
- 1998년
  - 일본의 농구 선수 아카호 히마와리.
  - 일본의 배우 후쿠하라 하루카.
  - 우크라이나의 레슬링 선수 이리나 콜랴덴코.
- 2000년
  - 대한민국의 가수 레이첼 (에이프릴).
  - 미국 태생 일본의 유도 선수 무라오 산시로.
  - 중화인민공화국의 쇼트트랙 선수 쑨룽.
  - 미국의 배우 노아 코헨.
- 2002년 - 대한민국의 리그 오브 레전드 프로게이머 함유진.
- 2003년 - 미국의 배우 쿼벤저네이 월리스.
- 2014년 - 대한민국의 아역배우 임하비.

### 미상
- 대한민국의 가수 송이.
- 대한민국의 가수 에이스.

## 사망
- 388년 - 서로마 제국의 찬탈자 마그누스 막시무스. (335년~)
- 840년 - 신성 로마 제국 황제 동프랑크의 왕 루도비쿠스 1세 피우스. (778년~)
- 876년 - 동프랑크 왕국의 왕 루도비쿠스 2세 게르마니쿠스. (802년~)
- 1793년 - 프랑스의 장군 아당 필리프 드 퀴스틴 백작. (1472년~)
- 1939년 - 프랑스의 펜싱 선수 외젠앙리 그라블로트. (1876년~)
- 1943년 - 불가리아의 국왕 보리스 3세. (1894년~)
- 1959년 - 체코의 작곡가 보후슬라프 마르티누. (1890년~)
- 1987년 - 대한민국의 정치인 유석현. (1900년~)
- 1993년 - 대한민국의 배우 변영훈. (1962년~)
- 1995년 - 독일의 작가 미하엘 엔데. (1929년~)
- 2007년 - 스페인의 축구 선수 안토니오 푸에르타. (1984년~)
- 2016년 - 미국의 프로레슬링 선수 미스터 후지. (1935년~)
- 2017년
  - 대한민국의 가수 조동진. (1947년~)
  - 일본의 정치인 하타 쓰토무. (1935년~)
  - 프랑스의 배우 미레유 다르크. (1938년~)
- 2020년 - 미국의 영화배우 채드윅 보즈먼. (1976년~)
- 2021년
  - 대한민국의 법조인 윤재식. (1942년~)
  - 아프가니스탄의 시인 아사둘라 왈왈지. (1914년~)
- 2023년 - 대한민국의 가수 임종임. (1949년~)
- 2024년 - 대한민국의 정치인 최각규. (1933년~)

## 같이 보기
- 전날: 8월 27일 다음날: 8월 29일 - 전달: 7월 28일 다음달: 9월 28일
- 음력: 8월 28일
- 모두 보기